# Starrucca
Starrucca är en ort i Wayne County i delstaten Pennsylvania. Enligt 2010 års folkräkning hade Starrucca 173 invånare.